# Gongylidiellum linguiformis
Espèce
Gongylidiellum linguiformis est une espèce d'araignées aranéomorphes de la famille des Linyphiidae.

## Distribution
Cette espèce est endémique de la province de Hà Giang au Viêt Nam,.

## Description
La femelle holotype mesure 1,12 mm.

## Publication originale
- Tu & Li, 2004 : A preliminary study of erigonine spiders (Linyphiidae: Erigoninae) from Vietnam. The Rafﬂes Bulletin of Zoology, vol. 52, no 2, p. 419-433 (texte intégral).